# Hollandscheveld
Hollandscheveld är en ort i Hoogeveen i Nederländerna. Den hade 3 260 invånare år 2011.

## Kända personer från Hollandschveld
- Piet Kleine (1951–), skridskoåkare